# Jiang Daming
Jiang Daming (chinesisch 姜大明; * 1. März 1953 in Rongcheng, Provinz Shandong) ist ein Politiker in der Volksrepublik China. Er war von 2007 bis 2013 Gouverneur der Provinz Shandong sowie Minister für Land und Ressourcen und oberster staatlicher Landinspektor. Derzeit ist er stellvertretender Direktor des Ausschusses für Bevölkerung, Ressourcen und Umwelt des Nationalen Ausschusses der Politischen Konsultativkonferenz des chinesischen Volkes. Er ist Delegierter des 15. Nationalkongresses der Kommunistischen Partei Chinas (KPCh), stellvertretendes Mitglied des 16. Zentralkomitees der KPCh, Mitglied des 17., 18. und 9. Zentralkomitees der KPCh.

## Biographie
Jiang hat einen Postgraduiertenabschluss der Parteischule des Zentralkomitees der Kommunistischen Partei Chinas.
Von September 1969 bis April 1975 diente er als Soldat, Truppführer, stellvertretender Zugführer und Nachrichtenreporter im politischen Büro des Heilongjiang Production and Construction Corps. Von März 1977 bis März 1978 arbeitete Jiang als Sekretär im Büro der Heilongjiang State Jinhe Farm, und im März 1978 trat er in die philosophische Fakultät der Universität von Heilongjiang ein, wo er stellvertretender Sekretär der Parteizweigstelle war. Diese schloss er mit dem Abschluss als Bachelor für Philosophie ab. Im Mai 1993 wurde er Daming Sekretär des Sekretariats des Zentralkomitees des Kommunistischen Jugendverbands Chinas und im Februar 1998 zum stellvertretenden Vorsitzenden des Allchinesischen Jugendbunds gewählt.
Im Juli 1998 wurde Jiang in die Provinz Shandong versetzt, wo er Mitglied des Ständigen Ausschusses des Parteikomitees der Provinz Shandong. Im Dezember 2000 wurde er zum stellvertretenden Sekretär des Parteikomitees der Provinz Shandong und Minister der Organisationsabteilung befördert. Im Januar 2004 wurde Jiang auf den Posten des Sekretärs des Parteikomitees der Stadt Jinan versetzt. Auf der ersten Sitzung wurde er im Januar 2008 formell zum Gouverneur der Provinz Shandong gewählt und ist hauptsächlich für Finanzen, Steuern und Rechnungsprüfung zuständig.
Am 16. März 2013 fand die sechste Plenartagung der ersten Sitzung des 12. nationalen Volkskongresses statt. Auf Vorschlag von Ministerpräsident Li Keqiang wurde abgestimmt, dass Daming Minister für Land and Ressourcen werden sollte. Am 29. März 2013 stimmte der Ständige Ausschuss des Volkskongresses der Provinz Shandong dem Antrag von Jiang auf Rücktritt als Gouverneur zu. Im Januar 2018 wurde er zum Mitglied des 13. Nationalen Ausschusses der Politischen Konsultativkonferenz des Chinesischen Volkes gewählt.
Jiang war außerdem stellvertretendes Mitglied des 16. Parteikongresses. Derzeit ist er Mitglied des 17. Kongresses.
Jiang gehört den Han an, der größten Volksgruppe der Welt.